# Freneuse (Yvelines)
Freneuse is een gemeente in het Franse departement Yvelines (regio Île-de-France) en telt 3623 inwoners (2004). De plaats maakt deel uit van het arrondissement Mantes-la-Jolie.

## Geografie
De oppervlakte van Freneuse bedraagt 10,3 km², de bevolkingsdichtheid is 351,7 inwoners per km².
De onderstaande kaart toont de ligging van Freneuse (Yvelines) met de belangrijkste infrastructuur en aangrenzende gemeenten.

## Demografie
Onderstaande figuur toont het verloop van het inwonertal (bron: INSEE-tellingen).